# Обата (княжество)

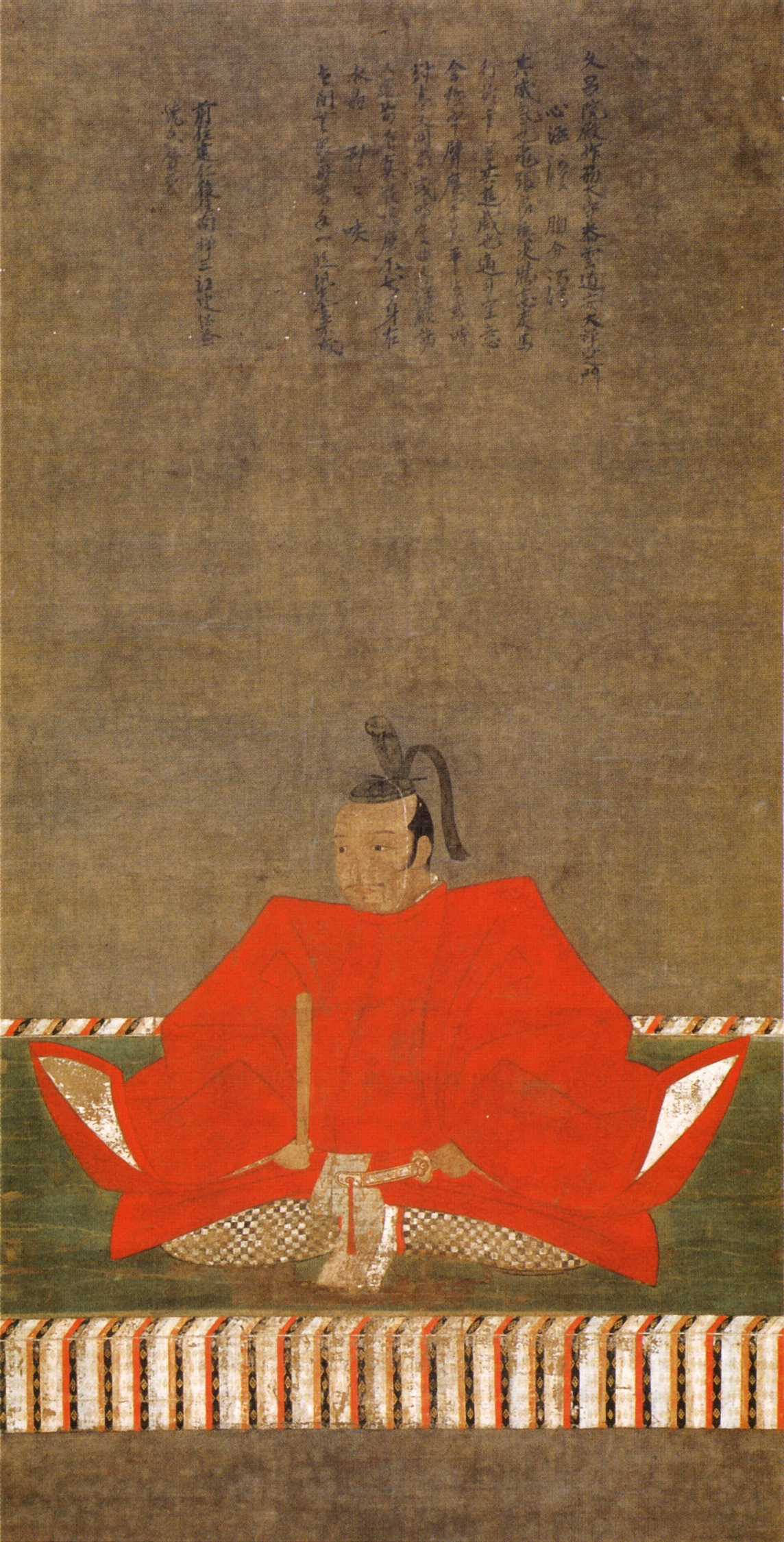
Окудайра Нобумаса (1555—1615)

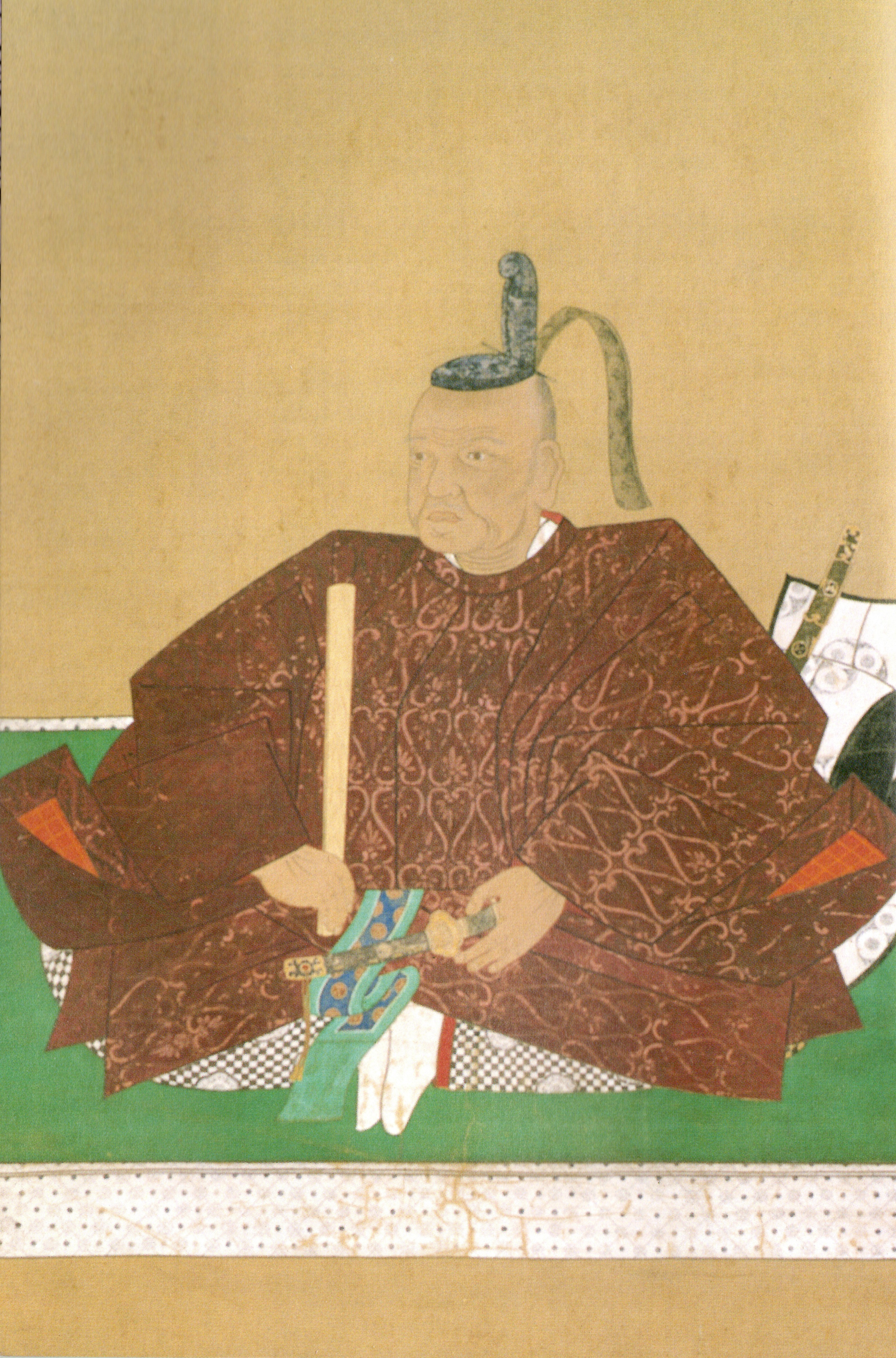
Нагаи Наокацу (1563—1626)

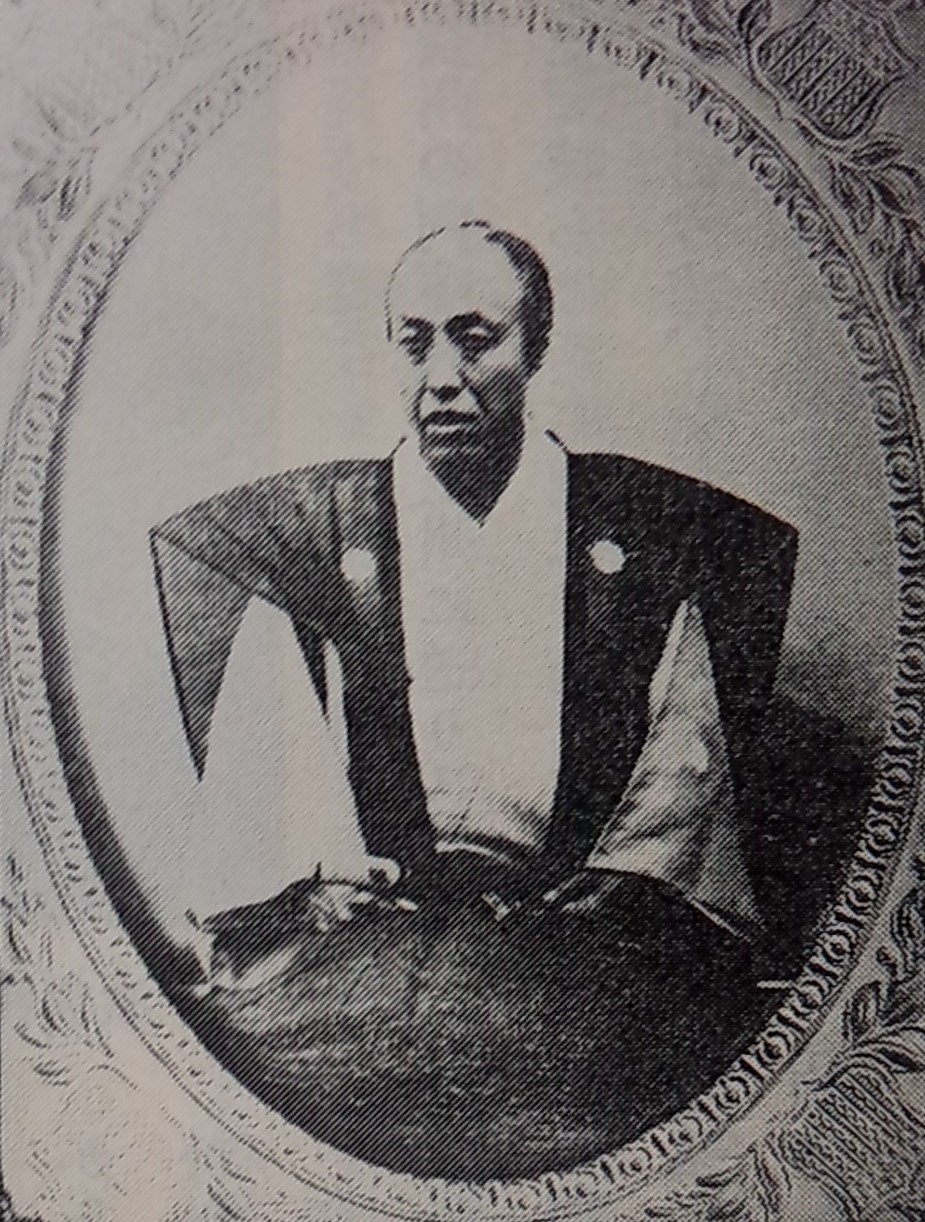
Мацудайра Тадаюки (1825—1902), последний даймё Обата-хана (1856—1871)

Княжество Обата (яп. 小幡藩 Обата-хан) — феодальное княжество (хан) в Японии периода Эдо (1590—1871). Обата-хан располагался в провинции Кодзукэ (современная префектура Гумма) на острове Хонсю.

## История
Административный центр хана: Обата jin’ya в провинции Кодзукэ (современный посёлок Канра, префектура Гумма).
В 1590 году домен Обата-хан был создан для Окудайры Нобумасы (1555—1615), вассала и зятя будущего сёгуна Токугава Иэясу. Доход княжества был равен 30 000 коку риса. После битвы при Сэкигахара в 1601 году Окудайра Нобумаса получил во владение Кано-хан в провинции Мино (100 000 коку), а в Обата-хан был переведен Мидзуно Тадакиё, сын Мидзуно Тадасигэ. За своё участие в Осакских кампаниях Мидзуно Тадакиё в 1615 году получил во владение Кария-хан в провинции Микава (20 000 коку).
В 1616—1617 годах Обата-ханом управлял Нагаи Наокацу (1563—1625), один из военачальников Токугава Иэясу, который получил этот домен в награду за участие в осадах Осакского замка (1614—1615). В 1617 году Нагаи Наокацу был переведен в Касама-хан в провинции Хитати, а Обата-хан получил во владение Ода Нобуёси (1584—1626), внук знаменитого Оды Нобунаги и четвертый сын Оды Нобукацу, даймё Уда-Мацуяма-хана в провинции Ямато. Клан ода продолжал управлять Обата-ханом в течение следующих семи поколений до 1767 года, когда он был переведен в Такахата-хан в провинции Дэва.
В 1767 году новым правителем Обата-хана был назначен Мацудайра Тадацунэ (1720—1768), который ранее правил в Камисатоми-хане в провинции Кодзукэ. Его потомки из ветви Окудайра клана Мацудайра владели Обата-ханом вплоть до Реставрации Мэйдзи.
В течение периода Бакумацу Мацудайра Тадаюки, последний даймё Обата-хана (1856—1871), занимал ряд должностей в сёгунате Токугава. Несмотря на это, он пожертвовал 500 рё на поддержку вооруженных сил сёгуната, он также вступил в контакт с сторонниками нового императорского правительства Мэйдзи, многие из его близких советников были из радикального княжество Мито. Он также принял меры для модернизации воинского контингента своего домена, даже продал своё японский меч, чтобы приобрести современные винтовки. Во время Войны Босин (1868—1869) он быстро перешел на сторону императорского правительства.
В июле 1871 года после административно-политической реформы Обата-хан был ликвидирован. На территории бывшего княжества первоначально была создана префектура Обата, которая позже стала частью префектуры Гумма.
По переписи в годы Анъэй (1772—1780) в Обата-хане насчитывалось 889 самураев в 238 домохозяйствах.

## Список даймё
| #                                              | Имя и годы жизни                               | Годы правления | Титул                                 | Ранг                                     | Кокудара    |
| ---------------------------------------------- | ---------------------------------------------- | -------------- | ------------------------------------- | ---------------------------------------- | ----------- |
| Род Окудайра (фудай-даймё) 1590—1601           |                                                |                |                                       |                                          |             |
| 1                                              | Окудайра Нобумаса (1555-1615) (яп. 奥平 信昌)  | 1590-1601      | Мимасака-но-ками (美作守)             | Пятый нижний (従五 位下)                 | 30,000 коку |
| Род Мидзуно (фудай-даймё) 1602—1615            |                                                |                |                                       |                                          |             |
| 1                                              | Мидзуно Тадакиё (1582-1647) (яп. 水野 忠清)    | 1602-1615      | Хаято-но-ками (隼人正)                | Пятый нижний (従五 位下)                 | 10,000 коку |
| Род Нагаи (фудай-даймё) 1616—1617              |                                                |                |                                       |                                          |             |
| 1                                              | Нагаи Наокацу (1563-1626) (яп. 永井 直勝)]]    | 1616-1617      | Укон-тайфу (右近大夫)                 | Пятый нижний (従五位下)                  | 17,000 коку |
| Род Ода (тодзама-даймё) 1617—1767              |                                                |                |                                       |                                          |             |
| 1                                              | Ода Нобуёси (1584-1626) (яп. 織田信良 )        | 1617-1626      | Sakone-no-shōshō (左少将)             | Четвертый нижний (従四位下)              | 20,000 коку |
| 2                                              | Ода Нобумаса (1625-1650) (яп. 織田信昌 )       | 1626-1650      | Хебё-тайфу (兵部大輔)                 | Четвертый нижний (従四位下)              | 20,000 коку |
| 3                                              | Ода Нобухиса (1643-1714) (яп. 織田信久 )       | 1650-1714      | Этидзэн-но-ками (越前守); Jijū (侍従) | Четвертый нижний (従四位下)              | 20,000 коку |
| 4                                              | Ода Нобунари (1661-1731) (яп. 織田信就)        | 1714-1731      | Мино-но-ками (美濃守)                 | Четвертый нижний (従四位下); Jijū (侍従) | 20,000 коку |
| 5                                              | Ода Нобусукэ (1713-1762) (яп. 織田信右)        | 1731-1759      | Хёбу-тайфу (兵部大輔)                 | Четвертый нижний (従四位下)              | 20,000 коку |
| 6                                              | Ода Нобутоми (1723-1764) (яп. 織田信富)        | 1759-1764      | Идзуми-но-ками (和泉守)               | Пятый нижний (従五位下)                  | 20,000 коку |
| 7                                              | Ода Нобукуни (1745-1783) (яп. 織田信邦)        | 1764-1767      | Мино-но-ками (美濃守)                 | Пятый нижний (従五位下)                  | 20,000 коку |
| Род Окудайра-Мацудайра (фудай-даймё) 1767—1872 |                                                |                |                                       |                                          |             |
| 1                                              | Мацудайра Тадацунэ (1720-1768) (яп. 松平忠恒 ) | 1767-1768      | Kunai-shōyū (宮内少輔)                | Пятый нижний (従五位下)                  | 20,000 коку |
| 2                                              | Мацудайра Тадаёси (1743-1799) (яп. 松平忠福)   | 1768-1799      | Унэмэ-но-ками (采女正)                | Пятый нижний (従五位下)                  | 20,000 коку |
| 3                                              | Мацудайра Тадасигэ (1784-1862) (яп. 松平忠恵)  | 1799-1856      | Kunai-shōyū (宮内少輔)                | Пятый нижний (従五位下)                  | 20,000 коку |
| 4                                              | Мацудайра Тадаюки (1825-1902) (яп. 松平忠恕)   | 1856-1871      | Сэтцу-но-ками (摂津守)                | Пятый нижний (従五位下)                  | 20,000 коку |